# خواجه پطرس ولیجانیان
خواجه پطرس وُسکان ولیجانیانتس (ولیجانیان) (ارمنی: Խոջա Պետրոս Ոսկան-Վելիջանեանց; (انگلیسی: Ḵᵛāja Petros Veliǰaneancʽ)، درگذشت ۱۶۴۹ میلادی) یکی از تجار ثروتمند و مشهور جلفای نو اصفهان بود که در بین ارمنی‌ها از احترامی خاص برخوردار بود. وی از ثروتمندترین افراد جلفا در دوران خود بود. وی در اندک مدتی بازرگانی معتبر شد.
خواجه پطرس بانیِ بزرگ‌ترین کلیسا در محله جلفای نو اصفهان به نام کلیسای «بیدخم» در سال ۱۶۲۸ میلادی می‌باشد.

نقل شده که روزی صدراعظم شاه عباس دوم، ساروتقی، به شاه اعلام کرد کسانی از ارمنیان جلفا هستند که ثروت شان از شاه بیشتر است و چون شاه از وی پرسید منظور او چه کسانی هستند جواب داد: 
«خواجه پطرس ولیجانیان که اگر سرمایهٔ او را به سکه‌های نقره تبدیل کنیم و آنها را در گونی‌های کتانی بگذاریم و در ۲۱ دهانهٔ پل خواجو قرار دهیم قادرند گذر آب را بر زاینده رود ببندند.»
تاجر دیگر ارمنی خواجه بُغوس ولیجانیانتس (ارمنی: Խոջա Պողոս Վելիջանեանց; انگلیسی: Ḵᵛāja Połos Veliǰaneancʽ)، پسر خواجه پطرس بود.
آرامگاه خواجه پطرس، پسر و نوه‌اش در قسمت غربی حیاط بیدخم قرار دارد.